# ワシントン・デューク
ワシントン・デューク（Washington Duke、1820年12月18日 - 1905年5月8日）は、アメリカ合衆国のタバコ業界の実業家、慈善家である。1865年にタバコメーカー「W・デューク・サンズ」(W.Duke, Sons & Co.)を設立し、1890年には他の企業と合併してコングロマリットのアメリカン・タバコ・カンパニーを設立した。また、南北戦争ではアメリカ連合国海軍で戦った。

## 若年期
ワシントン・デュークは1820年12月18日、ノースカロライナ州オレンジ郡東部、現在のダーラム郡バハマで生まれた。テイラー・デューク（1770年頃-1830年）とダイシー・ジョーンズ（1780年頃生まれ）の間の10人兄弟の8番目の子供だった。
デュークは小作人として働いていたが、1842年にメアリー・キャロライン・クリントン（Mary Caroline Clinton、1825年-1847年）と結婚した際、義父から現在のダーラム郡にある72エーカーの土地を与えられ、自作農となった。夫婦の間にはシドニー・テイラー・デューク（Sidney Taylor Duke、1844年-1858年）とブロディー・レオニダス・デューク（Brodie Leonidas Duke、1846年-1919年）という2人の息子がいた。妻のメアリーは1847年に22歳の若さで亡くなった。
1852年に2番目の妻であるノースカロライナ州アラマンス郡出身のアルテリア・ローニー（Artelia Roney、1829年-1858年）と結婚し、妻のために自作農場を建設した。その農場は現存する。アルテリアは1853年から1856年にかけて、娘のメアリー・エリザベス・デューク（Mary Elizabeth Duke、1853年-1899年）、息子のベンジャミン・ニュートン・デューク（Benjamin Newton Duke）とジェームズ・ブキャナン・デューク（James Buchanan Duke、通称バック）の3人を出産した。1858年、長男のシドニーが腸チフスにかかって死亡した。義理の息子であるシドニーを看病していたアルテリアも、その10日後に亡くなった。

## 南北戦争
南北戦争前のデュークの政治観については、ほとんど知られていない。しかし、ノースカロライナ州のピードモント地域では、大多数の人々が連邦主義（北軍派）の立場に傾いていた。さらに、この地域の奴隷制の問題に対する考え方は、賛成や反対といった強い感情ではなく曖昧なものであった。「ピードモントのかなりの数の白人は、（奴隷制という）制度に直接関係していたわけではないが、それにもかかわらず、ほとんどが何も考えずにその存在を受け入れていた」という。デュークは、601ドルで購入したキャロラインという名の奴隷を1人所有していたことが知られており、もう1人の奴隷を近所の人から雇って自分の農場で働かせていた。
南北戦争が勃発したとき、デュークは40歳で、南軍への第1回徴兵の対象年齢を上回っていた。しかし、1862年9月に成立した第2次南軍徴兵法により、徴兵対象年齢は45歳に引き上げられた。デュークは、まもなく兵役に召集されることを意識して、1863年10月20日に農機具を全て売り払った。デュークはアメリカ連合国海軍（南軍海軍）に入隊し、サウスカロライナ州チャールストンやバージニア州リッチモンドで従軍したが、1865年4月に北軍に捉えられた。連邦刑務所に入った後、仮釈放されて船でノースカロライナ州ニューバーンに送られ、そこから134マイル（216キロメートル）歩いて家に戻った。

## タバコ業界のキャリア

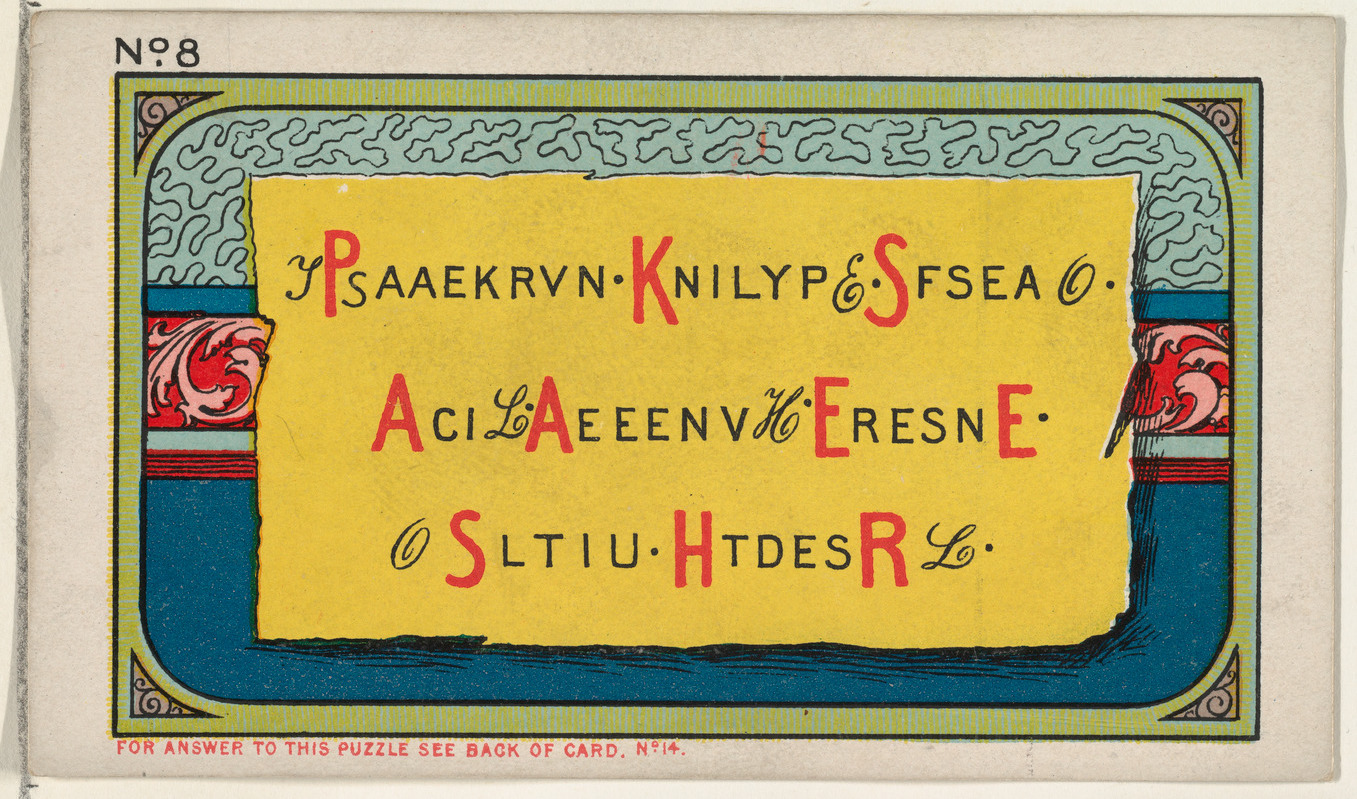
デューク・サンズ社がタバコの売上促進のために発行したカード（1890年頃）

南北戦争後、デュークは農業をやめ、タバコの製造を始めた。1865年、デュークはトウモロコシ小屋をタバコ工場に改造して最初の会社「W・デューク・アンド・サンズ」(W. Duke and Sons)を設立し、"Pro Bono Publico"（プロ・ボノ・パブリコ、ラテン語で「公共の利益のために」の意味）というブランド名のパイプタバコの生産を開始した。デュークによると、息子のベンやバックとともに、1日に400〜500ポンドのパイプタバコを生産していたという。徐々に会社が繁盛してきたため、1869年には自身の農場内に2階建ての工場を建設した。1874年、デュークは農場を売却し、急速に発展する都市ダーラムに家族を移住させた。デュークと息子たちはダーラムのメインストリートに工場を建設し、それから10年間、自社のタバコを売り込むセールスマンとなった。

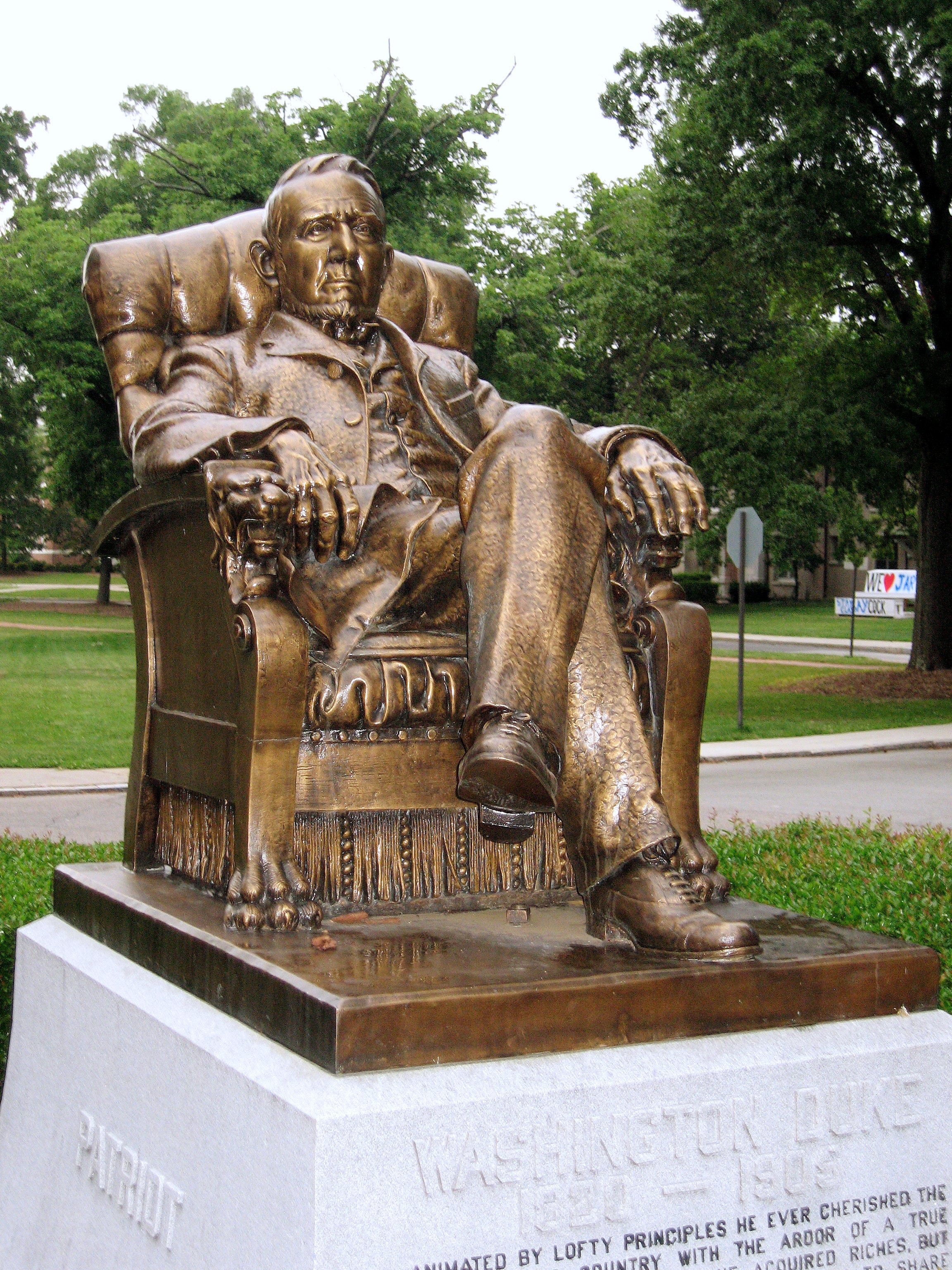
デューク大学東キャンパス内のワシントン・デュークの像（2006年6月）

1880年、60歳になったデュークは、近くのフランクリン郡の農家であるリチャード・ハーベイ・ライトに事業の株式を売却した。ワシントン・デュークの息子のジェームズが社長を務めるW・デューク・アンド・サンズ社は、やがてタバコメーカーとして大きな成功を収めた。この事業は、1890年頃にアメリカン・タバコ・カンパニーとなった。そして、複数のパートナーの合併や、株式の浮動株化によって、世界最大のタバコメーカーとなった。
会社の株式を売却した後、デュークは、共和党員として地元の政治に関与するようになり、慈善事業に時間を割くようになった。生涯に渡りメソジスト派の信者であり支援者であったデュークは、地元の教会を財政的に支援するとともに、高等教育機関の支援も始めた。デュークは、1890年にメソジスト派の大学であるトリニティ・カレッジをランドルフ郡からダーラムに移転させることに尽力した。1896年、トリニティ・カレッジが財政難に陥っていた時、デュークは「女性に門戸を開き、男性と同等の立場にする」という条件で10万ドルを寄付した。そのお礼として、大学側から校名をデュークにちなんで改名することが申し出されたが、デュークはこれを断った。
ワシントン・デュークは、1905年5月8日にダーラムの自宅で84歳で亡くなった。遺体はダーラムのメイプルウッド墓地に埋葬されたが、後にデューク大学のキャンパス内にある記念聖堂に改葬された。
1910年代、デューク家の人々は、トリニティ・カレッジのためのデューク基金を計画し始めた。1924年12月、ワシントンの息子のジェームズが4,000万ドルのデューク基金の契約書に署名した後、トリニティ・カレッジをワシントン・デュークに敬意を表してデューク大学に改称した。現在、デューク大学の東キャンパスには、ワシントン・デュークの銅像が建っている。

## 伝記
- Durden, Robert Franklin, The Dukes of Durham: 1865–1929, Duke University Press, 1975. ISBN 0-8223-0330-2
- North Carolina Historic Sites, North Carolina Department of Cultural Resources Office of Archives & History]